# Красная Поляна (Брюховецкий район)
Кра́сная Поля́на — хутор в Брюховецком районе Краснодарского края.
Входит в состав Брюховецкого сельского поселения.

## География

### Улицы
- ул. Совхозная.

## История
Ранее назывался Нижнемонашеский и до 1900 года принадлежал Лебяжьему монастырю, до 1920 эти земли принадлежали брюховецкому купцу Игнатову.
13 декабря 1874 года в 4 верстах от Брюховецкой было отмежёвано 1140 десятин генерал-майору Котляревскому. На момент отмежевания на этом месту уже был хутор, принадлежащий ему. В 1882 году участок имел один двор и пять домов, в которых проживал один казак и 42 иногородних. 28 августа 1883 года во владение наделом вступила его дочь-Козловская. В 1909 году владельцем хутора числиться семья купца Игнатова, из станицы Брюховецкой.

## Население
| 2002 | 2010 |
| ---- | ---- |
| 317  | ↗329 |